# Scream/Childhood
Scream är en hit av de amerikanska sångarna och syskonen Michael Jackson och Janet Jackson.
Singeln namngiven Scream/Childhood var den första singeln från Michael Jacksons nya album HIStory.
Låten ansågs vara kontroversiell då det var den första Michael Jackson-låten som innehöll svordomar. 
Att det är den första låten efter pedofilanklagelserna mot Michael Jackson 1993 märks också då det är en ganska aggressiv låt, något som även gäller många andra låtar från samma album.
Childhood däremot som är en sololåt av Michael Jackson är en lugn, vacker låt som Jackson själv sagt är hans mest självbiografiska låt. Låten som skrevs som filmmusik till filmen Rädda Willy 2 handlar om Jacksons barndom, i låten uppmanar han också till att försöka älska honom innan man bestämmer sig för att hata honom och sedan ställa sig frågan om man sett hans barndom.

## Låtlista

### Storbritannien Version 1
1. Scream (single edit) 4:03
2. Scream (def radio mix) 3:20
3. Scream (naughty radio edit with rap) 4:30
4. Scream (Dave "jam" Hall's urban remix edit) 4:35
5. Childhood 4:27

### Storbritannien Version 2
1. Scream (classic club mix) 9:00
2. Scream (pressurized dub pt. 1) 10:06
3. Scream (D.M. r&b extended mix) 5:34
4. Scream (Dave "jam" Hall's extended remix edit) 4:35
5. Scream (naughty main mix) 5:42
6. Scream (single edit #2) 4:04

### USA
1. Scream (single edit 2) 4:04
2. Scream (def radio mix) 3:20
3. Scream (naughty radio edit with rap) 4:30
4. Scream (Dave "jam" Hall's extended urban remix) 5:09
5. Scream (classic club mix) 9:00
6. Childhood 4:27

## Musikvideon
Musikvideon till Scream är ganska unik då den faktiskt spelades in med riktig rekvisita och kulisser, och inte med Bluescreen som kanske skulle ha varit det enklaste och billigaste. Videon är Sci-fi-inspirerad och utspelar sig i ett rymdskepp där båda Jacksons helt enkelt dansar, slår sönder saker och flyger runt i nollgravitation. Scream-videon är till idag med sin inspelningskostnad på 7 miljoner dollar världens mest påkostade musikvideo.
Musikvideon till Childhood är Peter Pan-inspirerad och utspelar sig i en skog där skepp med barn ombord seglar omkring i himlen. Musikvideon och låten i sig kom dock aldrig att få någon vidare speltid på radio och musikkanaler då den dels hamnade i skuggan av Scream och dels inte var speciellt kommersiell.

## Liveframträdanden
- Scream var en del av det medley som Michael Jackson framförde på MTV Video Music Awards 1995
- Scream var öppningsnummer för alla konserter under Michael Jacksons HIStory Tour 1996–1997
- 1999 framfördes en kort del av Scream som en del av ett medley under MJ & Friends Concert i München och Seoul